# Винтергартен (вариете)
Винтергартен (на немски: Wintergarten) е бивш голям вариететен театър в Берлин, район Център (Мите).
Открит е през 1887 г. и е разрушен по време на бомбардировки през Втората световна война.
Тук през 1895 г. братята Складановски показват първото късометражно филмово представяне, което прави театъра първият биоскопски киносалон в историята. Освен киносалон, той бил и многофункционален вариететен театър. По спомените на историкът-изкуствовед Ервин Панофски, през около 1905 г. „в целия град Берлин имаше само едно затънтено и слабо реномирано кино, носещо, по някаква необяснима причина, английското име „Стаята за срещи“ (The Meeting Room).
Името е прието от театър на „Потсдамер щрасе“ през 1992 г.